# My Band
«My Band» — первый сингл хип-хоп-группы D12 из их второго альбома D12 World. Песня является пародией на ложные мнения о том, что Eminem является главным солистом группы D12. Сингл считается самым успешным для группы до сих пор (за пределами Великобритании), достигнув 2-го места в Великобритании, 6-го в США и 1-го в Австралии, Новой Зеландии и Норвегии.

## Сюжет
Сюжет песни представляет собой сатиру. Эминем является главным «солистом» в «группе», заставляет остальных завидовать ему и смотрит на них с высока. В припеве он говорит, что девушки любят группу, только потому, что он в ней и они «даже не знают имя моей (его) группы». Эминем рассказывает о своей популярности в первом куплете, описывая эпизоды, когда поклонники встречают его за кулисами и когда член группы Kuniva пытался зарезать его, после его слов, что Джессика Альба будет его женой.
Во втором куплете Swift отбирает микрофон у Эминема и начинает описывать негативные последствия этих мнений для остальных членов группы. Kon Artis и Kuniva говорят об этом вдвоём в третьем стихе, а Эминем иногда их прерывает. Они так и не смогли договориться, как лучше высказать ему претензии и поссорились между собой.
Так же, как Swift, Proof жалуется на неправильные мнения о группе в своём куплете и говорит, как люди видят это, поэтому ничего не знают о группе (для подчёркивания этого, фанаты кричат «Где Obie и Dre?», указывая на рэперов Obie Trice и Dr. Dre).
В пятом куплете Bizarre, отталкивая Эминема, который пел с остальной группой в виде традиционной группы, говорит о том, что по-настоящему он самый популярный в группе и даёт «интервью» для СМИ о том, что уйдёт из D12 и создаст новую группу с The Real Roxanne.
После пятого куплета Eminem и Bizarre исполняют небольшой весёлый припев, пока остальные члены группы кричат разные комментарии, они много раз поют название песни.
После окончания песни Эминем с остальной группой, играющей на инструментах, с испанским акцентом исполняет предварительный показ своей новой вымышленной песни «My Salsa», которая является пародией на хит Kelis’а Milkshake.
Песня резко обрывается и Эминем говорит «Куда все делись?».

## Пародии
- Видео на песню 50 Cent «In da Club»
- Видео на песни Эминема «Superman» и «Lose Yourself»
- Песня Kelis’а Milkshake

## Видеоклип
Видео начинается с того, что члены D12 подходят к двери, охранник открывает её и мы видим Эминема, лежащего в солярии. Далее девушки делают ему массаж. Потом действие переносится в лимузин, в котором на концерт едет Эминем в компании полуобнажённых женщин, а остальные члены группы вынуждены ждать автобус.
Потом показывают концерт, где в Эминема, во время его выступления, от поклонниц летят трусики, лифчики и майки. Когда он кончает свой куплет к нему подбегает Swift, отбирает микрофон и начинает читать свой куплет. Следующее действие происходит в кладовке, с табличкой «D12» на двери, потом показывают то самое прибытие автобуса группы на концерт, но никто из толпы поклонников их даже не узнаёт, а из автобуса в Пруфа летят сумки.
Во время последнего куплета Bizarre сначала тренируется в спортзале, чтобы стать как 50 Cent, а потом на сцену, где поёт Эминем, отталкивает его от микрофона и начинает петь припев сам, одновременно раздеваясь и постепенно оставшись в одном костюме русалки. После припева показывается небольшой отрывок с песней «My Salsa», где все члены группы одеты в мексиканские костюмы.
На MTV Video Music Awards в 2004 году видео было номинировано на «Видео года», «Лучшее видео группы» и «Лучшее рэп-видео», хотя и не выиграло ни в одной номинации.
На видео время исполнения песни Эминем показывает голый зад аудитории. На MTV сначала планировалось просто замазать это, но из-за последних событий, связанных с «проблемами гардероба», эту сцену решили убрать совсем. Фотографии, где Эминем показывает голый зад распространились через Интернет.
В версии без цензуры рядом с Эминемом сидела голая женщина.

## Список композиций
Сингл
| №  | Название                       | Автор(ы)                                                                               | Продюсер(ы)        | Длительность |
| -- | ------------------------------ | -------------------------------------------------------------------------------------- | ------------------ | ------------ |
| 1. | «My Band»                      | D. Porter, O. Moore, D. Holton, V. Carlisle, R. Johnson, M. Mathers, L. Resto, S. King | Eminem, Luis Resto | 4:58         |
| 2. | «B. N. U.» (не альбомный трек) | D. Porter, D. Holton, M. Mathers, O. Moore, R. Johnson, V. Carlisle                    | Eminem             | 4:43         |

## Чарты
| Chart (2004/2005)                   | Peak position |
| ----------------------------------- | ------------- |
| Australian Singles Chart            | 1             |
| Austrian Singles Chart              | 4             |
| Belgian Singles Chart (Flanders)    | 9             |
| Belgian Singles Chart (Wallonia)    | 15            |
| Canadian Singles Chart              | 3             |
| Eurochart Hot 100                   | 2             |
| Finnish Singles Chart               | 16            |
| French Singles Chart                | 23            |
| German Singles Chart                | 2             |
| Irish Singles Chart                 | 2             |
| Italian Singles Chart               | 13            |
| Netherlands Singles Chart           | 2             |
| New Zealand Singles Chart           | 1             |
| Norwegian Singles Chart             | 1             |
| Romanian Singles Chart              | 10            |
| Swedish Singles Chart               | 9             |
| Swiss Singles Chart                 | 3             |
| Великобритания UK Singles Chart     | 2             |
| США Billboard Hot 100               | 6             |
| США Billboard Hot R&B/Hip-Hop Songs | 26            |
| США Billboard Rhythmic Top 40       | 1             |
| США Billboard Hot Rap Tracks        | 7             |